# Ефект Штарка
Ефе́кт Шта́рка — явище розщеплення електронних термів атомів у зовнішньому електричному полі.
Ефект Штарка — цілком і повністю квантовомеханічне явище й не може бути поясненим у класичній фізиці.
Електронні терми розщепляються не лише в зовнішньому полі, а й в полі, створеному сусідніми атомами й молекулами. Штарківське розщеплення лежить в основі теорії кристалічного поля, яка має велике значення в хімії.

## Історія

Зсуви Штарка першого та другого порядку у водні, магнітне квантове число: m = 1. Кожен n-рівень складається із n-1 вироджених підрівнів; наявність електричного поля знімає виродження.

Йоганнес Штарк відкрив явище розщеплення оптичних ліній в електричному полі в 1913 р., за що в 1919 р. отримав Нобелівську премію.

## Загальні положення
Зміна енергії стаціонарних станів під впливом зовнішнього електричного поля залежить від того, чи в атому є дипольний електричний момент {\displaystyle \mathbf {d} }, чи ні. В першому випадку при включенні електричного поля з напруженістю {\displaystyle \mathbf {E} } в наближенні, лінійному по полю, атом отримує додаткову енергію
{\displaystyle W=-(\mathbf {d} \cdot \mathbf {E} )}
Тоді зміщення із розщепленням спектральних ліній буде також пропорційним першій степені напруженості {\displaystyle \mathbf {E} }. Таке розщеплення називають «лінійним ефектом Штарка».
Якщо атом не має власного електричного дипольного моменту, то в присутності електричного поля {\displaystyle \mathbf {E} } він приймає середній електричний дипольний момент {\displaystyle <\mathbf {d} >}. Якщо зовнішнє поле є достатньо слабке, тобто воно значно менше електричного поля в атомах, яке створюють заряди ядра (не менше {\displaystyle 10^{10}})В/м, то
{\displaystyle \left\langle \mathbf {d} \right\rangle =\alpha \mathbf {E} }
де коефіцієнт пропорційності {\displaystyle \alpha } називають поляризовністю атома. Для атомів із сферичною симетрією {\displaystyle \alpha } — скаляр, а в загальному випадку він являє собою симетричний тензор. Поляризовність атому може бути обчислена методами квантової механіки. При збільшенні електричного поля від нуля до {\displaystyle \mathbf {E} }, дипольний момент атому також змінюється від нуля до {\displaystyle \left\langle \mathbf {d} \right\rangle }. При цьому над атомом здійснюється робота
{\displaystyle W={\frac {1}{2}}\left\langle \mathbf {d} \right\rangle \mathbf {E} ={\frac {1}{2}}\alpha \mathbf {E} ^{2}}
котра йде на збільшення потенційної енергії атома в зовнішньому полі. Зміщення та розщеплення спектральних ліній в таких атомів пропорційне {\displaystyle \mathbf {E} ^{2}}. Таке розщеплення називають «квадратичним ефектом Штарка». Цей ефект менше лінійного.
Атом, який має власний дипольний момент {\displaystyle \mathbf {d} } в електричному полі, отримує і додатковий (індукований) дипольний момент, який в першому наближенні пропорційний {\displaystyle \mathbf {E} }. Відбувається накладка лінійного та квадратичного ефектів Штарка. Зміщення ліній виявляється несиметричним — вони зміщуються в червоний бік спектра, в область менших енергій.
У воднеподібних атомів ефект Штарка лінійний. Це пояснюється тим, що в таких атомах електричне поле ядра, в якому рухаються електрони, є кулонівське, і його енергетичні рівні вироджені по {\displaystyle l}. Рівняння Шредінгера для воднеподібного атома в зовнішньому електричному полі {\displaystyle E} має вигляд
{\displaystyle \left(-{\frac {h^{2}}{2\mu }}\Delta -{\frac {Ze^{2}}{r}}-ezE-W\right)\psi =0},
котрий відрізняється від стандартного наявністю члена {\displaystyle -ezE}, який обумовлений збуренням {\displaystyle w_{0}} з боку поля. Тут враховано, що електричний момент атома з одним електроном {\displaystyle \mathbf {d} =e\mathbf {r} }, та вісь {\displaystyle z} системи координат вибрана вздовж вектора напруженості електричного поля {\displaystyle \mathbf {E} }, тобто {\displaystyle \mathbf {r} \mathbf {E} =zE}. Величина {\displaystyle \mu } — приведена маса електрона. Очевидно, що тут атом приймає аксіальну симетрію.
Якщо величина поля мала, тобто коли зміна рівнів мала в порівнянні із відстанню між сусідніми рівнями без поля, то кількісна теорія ефекту Штарка може бути побудована на основі теорії збурень по збуренню {\displaystyle w_{0}}. В першому наближенні теорії збурень поправка {\displaystyle \Delta W_{n}=W-W_{n}^{0}}, де {\displaystyle W} — енергія атома в полі, {\displaystyle W_{n}^{0}} — енергія атома без поля, має вигляд:
{\displaystyle \Delta W_{n}=-e\mathbf {E} <r>_{n},<r>_{n}=\int _{}^{}\psi _{n}^{*}\mathbf {r} \psi _{n}\,d\mathbf {r} }
де {\displaystyle \psi _{n}} — власні функції, які відповідають власним значенням
{\displaystyle W_{n}^{0}} Хвильові функції {\displaystyle \psi _{n}} будуються із врахуванням можливого виродження по {\displaystyle l}.

## Лінійний ефект Штарка для атому водню
Основним станом атому водню є {\displaystyle 1s-} (релятивістські ефекти не враховуються). Використавши явний вигляд хвильової функції для водню, можна показати, що {\displaystyle <\mathbf {r} _{1}>=0}, тобто в першому наближенні енергія основного стану в зовнішньому полі не змінюється. В першому збудженому стані {\displaystyle n=2} необхідно врахувати виродження хвильової функції {\displaystyle \psi _{2}} по {\displaystyle l}. Це можна зробити, записавши {\displaystyle \psi _{2}} у вигляді лінійної комбінації функцій {\displaystyle \psi _{nlm}} водню із квантовими числами
{\displaystyle n,l,m={2,0,0;2,1,0;2,1,1;2,1,-1}}:
{\displaystyle \psi _{2}=\sum _{i=1}^{4}b_{i}\Phi _{i}}
де позначено для простоти {\displaystyle \Phi _{1}=\psi _{200},\Phi _{2}=\psi _{210},\Phi _{3}=\psi _{211},\Phi _{4}=\psi _{21-1}}. Підставляючи останній вираз у рівняння Шредінгера для {\displaystyle Z=1} та інтегруючи його із функціями {\displaystyle \Phi _{i}^{*}}, отримуємо систему рівнянь для коефіцієнтів {\displaystyle b_{i}}. Із умови розв'язності цієї системи знаходимо, що поправка до енергії {\displaystyle \Delta W_{2}} може приймати три значення:
{\displaystyle \Delta W_{2}=3ea_{0}E,\Delta W_{2}=-3ea_{0}E,\Delta W_{2}=0}
де {\displaystyle a_{0}={\frac {h^{2}}{\mu e^{2}}}} — радіус Бора. Звідси випливає, що при включенні зовнішнього електричного поля чотирикратно вироджений рівень атома водню {\displaystyle n=2} розщеплюється на три рівні. Стан із {\displaystyle m=\pm \;1} є двократно виродженим. Величина розщеплення рівнів {\displaystyle \Delta W_{n}} пропорційна напруженості електричного поля {\displaystyle E}. В загальному випадку рівень із головним квантовим числом {\displaystyle n} в постійному електричному полі розщеплюється на {\displaystyle n-2} підрівнів.
У складніших атомах із одним валентним електроном поле, яке діє на зовнішній електрон, спотворене внутрішніми електронами і тому не є кулонівським. У такому полі виродження по {\displaystyle l} немає. Можна показати, що в першому наближенні теорії збурень {\displaystyle \Delta W_{n}=0} для кожного {\displaystyle n} та {\displaystyle l}. В цьому випадку вплив електричного поля {\displaystyle E} потрібно враховувати у другому порядку наближення теорії збурень, який приводить до величини розщеплення рівнів енергії атомів, квадратичної по полю {\displaystyle E}.
У випадку атома водню складовими, пропорційними {\displaystyle E^{2}}, можна знехтувати при {\displaystyle E\leq \;10^{7}} В/м. При сильніших полях необхідно враховувати члени з {\displaystyle E^{2}}, а при {\displaystyle E\sim \;4\cdot 10^{7}} — члени з {\displaystyle E^{3}}. Сьогодні ми маємо повну збіжність теорії з експериментом, до полів порядку ~{\displaystyle 10^{9}}.

## Квантово-ямний Штарк ефект
Спостерігається в напівпровідникових гетероструктурах, де матеріал з вузькою шириною зони знаходиться між двома матеріалами із широкими зонами. Як правило, драматично[що це?] пов'язаний зі зв'язаними екситонами. Справа в тому, що електрони та дірки екситонів в електричному полі відштовхуються один від одного, проте все ж таки вони залишаються зв'язаними всередині області з вузькою зоною. Цей ефект широко використовується в напівпровідникових оптичних модуляторах, та в оптоволоконній оптиці.